# Frank Collins Baker
Pour les articles homonymes, voir Baker.
Frank Collins Baker est un malacologiste et un écologue américain, né le 14 décembre 1867 à Warren dans le Rhode Island et mort le 7 mai 1942 à Urbana dans l'Illinois.

## Biographie
Il est le fils de Francis Edwin et d’Anna Collins (née Thurber) Baker. Il étudie à l’université Brown (1888) puis au Jessup Scholar de l’Academy of Natural Sciences of Philadelphia (1889-1890). Il se marie avec Lillian May Hall (1892) et obtient son Bachelor of Sciences à Chicago (1896). Baker travaille dans l’entreprise Ward’s Natural Science de New York, un établissement fondé en 1862 par Henry Augustus Ward (1834-1906). Il devient en 1894 conservateur en zoologie au Field Museum of Natural History de Chicago, puis de 1894 à 1915, conservateur à l’Academy of Sciences de Chicago, puis de 1915 à 1917, chercheur à l’école forestière de l’université de Syracuse, et enfin de 1918 à 1939, conservateur au muséum de l’université de l'Illinois à Urbana-Champaign.
Il fait paraître de nombreuses publications (123) sur les mollusques marins ou d’eau douce notamment dans The Nautilis. Baker est membre de sociétés savantes dont l’Association américaine pour l'avancement de la science, l’American Society of Geology, l’American Paleontological Society, l’Ecological Society of America, l’American Malacological Union (qu’il préside en 1942), la Société nationale Audubon (dont il assure la vice-présidence de 1900 à 1915), membre correspondant de la Zoological Society of London, etc.

## Liste partielle des publications[1]
- 1895 : A naturalist in Mexico: being a visit to Cuba, northern Yucatan and Mexico D. Oliphant (Chicago) : 145 p.
- 1898-1902 : The Mollusca of the Chicago area (Chicago ?) : deux volumes : 410 p. — le deuxième volume est consultable sur le site d’American Libraries.
- 1903 : Shells of land and water; a familiar introduction to the study of the mollusks, A.W. Mumford (Chicago) : xvii + 175 p. — un exemplaire numérique est consultable sur le site d’American Libraries.
- 1905 : The molluscan fauna of McGregor, Iowa.
- 1908 : The Chicago academy of sciences: its past history and present collections — un exemplaire numérique est consultable sur le site d’American Libraries.
- 1910 : The ecology of the Skokie Marsh area.
- 1911 : The Lymnaeidae of North and Middle America, The Academy (Chicago) : xvi + 539 p. — un exemplaire numérique est consultable sur le site d’American Libraries.
- 1916 : The relation of mollusks to fish in Oneida Lake, The University (Syracuse, NY) : 366 p.
- 1918 : The productivity of invertebrate fish food on the bottom of Oneida lake, with special reference to mollusks, The University (Syracuse, NY) : 264 p.
- 1920 : The life of the Pleistocene or glacial period, as recorded in the deposits laid down by the great ice sheets, University of Illinois (Urbana) : xiv + 476 p.
- 1922 : The molluscan fauna of the Big Vermilion River, Illinois, with special reference to its modification as the result of pollution by sewage and manufacturing wastes, with fifteen plates and eleven tables, University of Illinois (Urbana) : 126 p.
- 1923 : The Cahokia mounds, University of Illinois (Urbana) : 97 p.
- 1928 : The fresh water Mollusca of Wisconsin, The Acamedy (Wisconsin), deux volumes.
- 1939 : Fieldbook of Illinois land snails, Urbana : vii-xi + 166 p.

## Sources
- Robert Tucker Abbott (1974). American Malacologists. A National Register of Professional and Amateur Malacologists and Private Shell Collectors and Biographies of Early American Mollusk Workers Born Between 1618 and 1900, American Malacologists (Falls Church, Virginie) : iv + 494 p.  (ISBN 0-913792-02-0)
- Allen G. Debus (dir.) (1968). World Who’s Who in Science. A Biographical Dictionary of Notable Scientists from Antiquity to the Present. Marquis-Who’s Who (Chicago) : xvi + 1855 p.

## Note
1. ↑  Réalisée à partir de la consultation du catalogue de la Bibliothèque du Congrès (consulté le 23 septembre 2007)